# Loras Tyrell
Loras Tyrell es un personaje ficticio de la saga de libros Canción de hielo y fuego y de su adaptación televisiva, Game of Thrones, donde es interpretado por el actor Finn Jones.
Ser Loras es el hijo menor de Mace Tyrell, uno de los más poderosos lords de los Siete Reinos. Loras posee fama en la obra de hábil caballero, distinguiéndose en las justas y torneos, y recibiendo el apodo de «El Caballero de las Flores». Su carisma le ha hecho popular entre el pueblo llano y su atractivo aspecto físico le depara también gran popularidad entre las mujeres.

## Historia
Durante su juventud, Loras sirvió como escudero y paje de Renly Baratheon en Bastión de Tormentas. Se cree que fue en esta época cuando Loras y Renly comenzaron su rumoreada relación.

### Juego de tronos
Ser Loras llega para participar en el Torneo de la Mano donde causa sensación con su decorada armadura con flores y venciendo a un rival tras otro. Sansa Stark, la hija de la Mano del Rey, Eddard Stark, queda prendada con el joven. En las semifinales, Loras cabalga una yegua en celo que causa que el caballo de Ser Gregor Clegane se encabrite, lo que permite a Loras vencer. Éste es atacado por el propio Ser Gregor y Loras fue salvado en última instancia por Sandor Clegane.
Cuando Lord Stark decide enviar una partida de castigo contra Ser Gregor Clegane al invadir las Tierras de los Ríos, Loras se ofrece voluntario para liderarlo, pero Lord Stark decide otorgar el mando a Beric Dondarrion.
Según se menciona, Loras, aliado con Renly Baratheon, planeó que el rey Robert Baratheon tomara a su hermana Margaery como amante, pero su plan se ve frustrado cuando el rey Robert fallece en un accidente de caza. Poco antes del arresto de Lord Stark y la subida al trono de Joffrey Baratheon, Loras huye de la capital junto a Renly y todos sus hombres.

### Choque de reyes
Renly llega hasta Altojardín (bastión de la Casa Tyrell) donde consigue el apoyo de los Señores del Dominio en su aspiración al Trono de Hierro. Loras es nombrado Lord Comandante de su Guardia Arcoíris, una versión ostentosa y colorida de la Guardia Real. El ejército de Renly se asienta en Puenteamargo, desde donde se preparan para partir rumbo a Desembarco del Rey.
Renly es asesinado en misteriosas circunstancias, y Loras, en un acto de locura, elimina a dos de sus guardaespaldas. Loras se niega a unirse a Stannis Baratheon tras la muerte de Renly y regresa a Altojardín. Poco después se sabe que los Tyrell se han aliado con la Casa Lannister, y Loras participa en la Batalla del Aguasnegras.

### Tormenta de espadas
El rey Joffrey ingresa a Loras en la Guardia Real. Esto tenía como objetivo que Loras sirviera como protector de Margaery (comprometida con el rey Joffrey) e informador de los Tyrell dentro de la corte, además de que evitaría tener que buscarle un compromiso.
Loras y Margaery son muy cercanos y ambos se ganan el afecto de la población de Desembarco del Rey.

### Festín de cuervos
Tras la muerte de Joffrey en su banquete nupcial, y de Tywin Lannister, la Mano del Rey, el pequeño Tommen Baratheon asciende al trono y la reina Cersei Lannister actúa como Regente. Loras se había ganado desde hacía tiempo la desconfianza de Cersei, no solo por su cercanía con Margaery, sino también por haberse ganado la confianza del pequeño Tommen. Loras trata de instruir a Tommen en el arte de la caballería, pero la reina se niega temerosa de que los Tyrell consigan aún mayor influencia sobre su hijo.
La isla-fortaleza de Rocadragón seguía en manos de Stannis, de modo que la reina Cersei envió la flota de la Casa Redwyne para tomarla. Sin embargo, el asedio se estaba prolongando demasiado y los Hombres del Hierro estaban atacando las Islas Escudo, las islas que protegían la desembocadura del río Mander en el Dominio. Para que la flota Redwyne pudiera regresar cuanto antes al Dominio, Loras se ofrece para liderar el asalto sobre Rocadragón; Cersei, deseando quitarse de encima al joven Tyrell, acepta sin dudarlo.
Llegan noticias a Desembarco del Rey de que Loras ha conseguido tomar Rocadragón tras un asalto frontal y sufriendo muchas bajas. Pero también se informa de que Loras ha quedado gravemente herido debido al aceite hirviendo usado por los defensores y que se halla al borde de la muerte, lo que destroza a Margaery.

- Datos: Q18920137